# Всемирное антидопинговое агентство
Всемирное антидопинговое агентство (ВАДА, англ. World Anti-Doping Agency — WADA, фр. Agence mondiale anti-dopage — AMA) — независимая организация, осуществляющая координацию борьбы с применением допинга в спорте, созданная при поддержке Международного олимпийского комитета (МОК).

## Общие сведения
ВАДА учредили 10 ноября 1999 года в швейцарской Лозанне на паритетных началах Международным олимпийским комитетом и правительствами стран мира. Организация создана на основе так называемой «Лозаннской декларации» для пропаганды, координации и мониторинга борьбы с допингом в спорте. Слоган агентства — Play True («Играй честно»).
С 2001 года штаб-квартира ВАДА находится в канадском Монреале.
Орган управления — Совет учредителей, который включает 38 членов. Члены назначаются на три года и могут быть переизбраны на неограниченное число сроков. 18 членов назначаются МОК, не менее четырёх из них — спортсмены. Ещё 18 членов назначаются межправительственными организациями, правительствами и другими органами государственной власти различных стран мира. 4 члена могут быть назначены советом учредителей по предложению МОК и органов власти совместно.
На январь 2019 года 11 членов представляли страны Западной Европы, 5 — Восточной Европы (включая Сербию), 2 — Турцию, 2 — Южную Корею, ряд других стран имеют по одному представителю. Россию до декабря 2015 года представлял 1 человек, после 2015 года представителей России нет (но имеется представитель Казахстана Андрей Крюков).
Президент ВАДА избирается Советом учредителей из числа своих членов сроком на три года. Текущий президент организации — Витольд Банька, бывший легкоатлет. Большая часть повседневного управления делегирована исполнительному комитету из 12 человек, членство в котором также поровну распределяется между МОК и правительствами стран. Существует также несколько подкомитетов с более узкими полномочиями, в том числе Комитет по финансам и управлению, а также комитет атлетов, в состав которого входят спортсмены.
Основным документом ВАДА является Всемирный антидопинговый кодекс, действующая редакция которого вступила в силу в 2015 году. 26 ноября 2019 года принята новая редакция Всемирного антидопингового кодекса, которая вступит в силу 1 января 2021 года и согласно которой решения ВАДА обязательны для исполнения Международным олимпийским комитетом.
ВАДА международная организация, и делегирует свою работу в отдельных странах региональным и национальным антидопинговым организациям (РАДО и НАДО) и обязывает эти организации соблюдать Всемирный антидопинговый кодекс. ВАДА также аккредитует около 30 лабораторий для проведения необходимого научного анализа для допинг-контроля.
Борьбу с допингом регламентируют Список запрещённых препаратов и международные стандарты для тестирования, лабораторий, терапевтических исключений.
Устав ВАДА и Всемирный антидопинговый кодекс наделяют Спортивный арбитраж высшей юрисдикцией при рассмотрении дел, связанных с допингом.

## Финансирование
Первые два года ВАДА получала финансирование от Международного олимпийского комитета ($18,3 млн в год). Сейчас МОК финансирует ВАДА лишь наполовину, остальную половину ВАДА получает от правительств стран мира. Пять регионов мира делают ежегодные взносы в следующих пропорциях: Европа — 47,5 %, Америка — 29 %, Азия — 20,46 %, Океания — 2,54 %, Африка — 0,5 %.
Бюджет ВАДА (тыс. долларов)
| Год  | Бюджет |
| ---- | ------ |
| 2013 | 28 834 |
| 2014 | 28 892 |
| 2015 | 29 549 |
| 2016 | 29 849 |
| 2017 | 31 329 |

Источник: ВАДА
Официальные взносы России в бюджет ВАДА (тыс. долларов)
| Год  | Взносы России |
| ---- | ------------- |
| 2013 | 716           |
| 2014 | 722           |
| 2015 | 746           |
| 2016 | 772           |
| 2017 | 816           |

Источник: ВАДА

## Региональные отделения
Всемирное антидопинговое агентство имеет региональные (в смысле мировых регионов) отделения на 4 континентах:
- Азия: Токио, Япония;
- Африка: Кейптаун, ЮАР;
- Северная Америка: Монреаль, Канада;
- Южная Америка: Монтевидео, Уругвай.

Все региональные отделения имеют ряд основных функций и обязанностей, в том числе:
- поддержание связи с заинтересованными сторонами в соответствующих регионах;
- активное содействие ВАДА и его миссии.

## Антидопинговая система

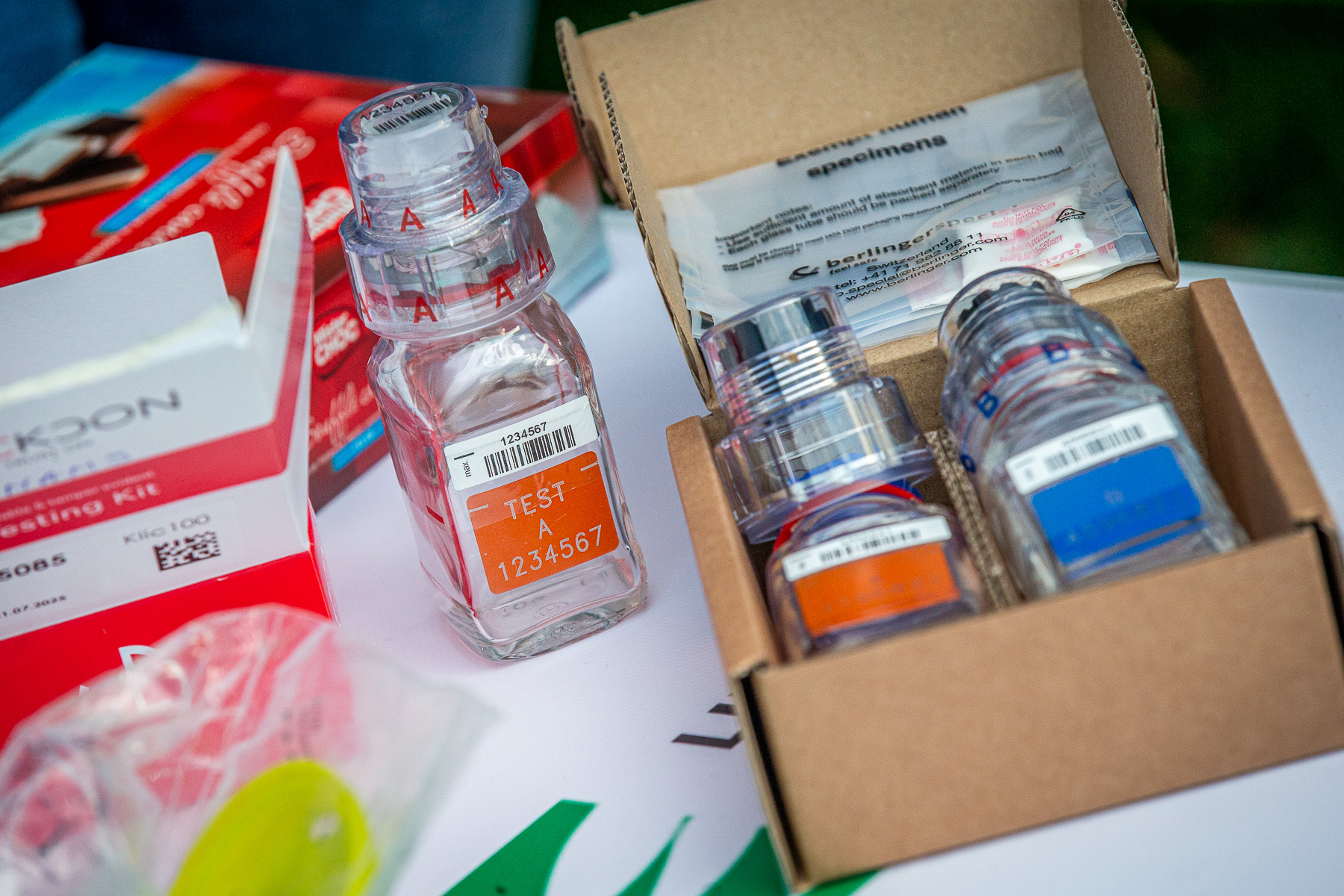
Набор для сбора допинг-проб

ВАДА осуществляет разработку регламентов, стандартов и руководств, ведёт базы данных спортсменов, осуществляет образовательные функции и методическую поддержку, аккредитует национальные антидопинговые организации. Непосредственная работа по контролю антидопинговых нарушений, включая сбор и анализ образцов, ведётся национальными антидопинговыми организациями и аккредитованными лабораториями. При этом национальные антидопинговые организации работают со спортсменами, а лаборатории — только с пробирками и бутылками, имеющими серийные номера (данных по спортсменам у лабораторий нет).
Перед включением субстанции в Список запрещённых преператов ВАДА, как правило, осуществляет годовую «мониторинговую программу», рассылая информацию о веществах «под мониторингом» в национальные антидопинговые агентства и публикуя список запрещённых веществ на своём сайте. В этот период собирается информация за и против включения вещества в список запрещённых веществ. Эта процедура была применена, например, для мельдония, причём возражений не поступило ни от одной организации (за исключением производителя мельдония компании Grindeks).
Спортсмены, желающие участвовать в международных соревнованиях, обязаны сдавать пробы на допинг. С 2009 года они должны высылать в ВАДА график своего местонахождения на 3 месяца вперёд, причём для каждого дня указывается 1 час, когда спортсмен доступен для сдачи пробы. Забор проб осуществляют международные допинг-офицеры, а анализ — аккредитованные допинг-лаборатории. Офицеры аккредитуются национальными антидопинговыми организациями, однако работают и в других странах. В случае обнаружения допинга антидопинговые организации не обязаны доказывать умышленный характер нарушения.
В случае обнаружения применения допинга спортсменом, информация об этом пересылаются в спортивные федерации, которые применяют дисциплинарные меры (ВАДА и национальные антидопинговые агентства на это не уполномочены). Однако Олимпийская хартия и регулирующие документы основных международных спортивных федераций требуют выполнение Всемирного антидопингового кодекса — в результате лишение ВАДА национальной антидопинговой организации статуса соответствия кодексу создаёт препятствия для соответствующей страны участвовать в международных соревнованиях.

## Взлом базы ВАДА и проблема терапевтических исключений
В сентябре 2016 года группа хакеров «Fancy Bear» произвела взлом антидопинговой базы WADA. Из опубликованных данных стало известно, что десятки спортсменов США имели разрешение употреблять запрещённые препараты из «медицинских соображений» (на основе терапевтических исключений). В октябре группа сообщила о том, что в 2015 году более 200 американских спортсменов имели разрешения USADA и других организаций на приём запрещённых препаратов, включая нескольких медалистов Паралимпийских игр.
Официальные документы ВАДА детально прописывают процедуру выдачи терапевтических исключений (ТИ) с указанием болезней и запрещённых препаратов, используемых для лечения. ТИ выдаются национальными антидопинговыми организациями либо международными спортивным федерациями (ВАДА не выдаёт ТИ). Например, в 2015 году 25 российских спортсменов получили соответствующие разрешения от РУСАДА на приём препаратов против астмы. Данная практика подвергалась критике, в частности, из-за приёма препаратов от астмы многократной олимпийской чемпионкой норвежкой Марит Бьёрген.

## Россия
Российской антидопинговой организацией является агентство РУСАДА.
В 2016 году по поручению ВАДА канадский профессор права Ричард Макларен провёл расследование и составил доклад, согласно которому в России существовала система применения допинга спортсменами, поддержанная на государственном уровне. Эти выводы также были подтверждены комиссиями МОК под председательством Самуэля Шмида и Дениса Освальда.
В результате РУСАДА была лишена аккредитации ВАДА, а в декабре 2017 года МОК отстранил Олимпийский комитет России от участия в зимних Олимпийских играх-2018. В сентябре 2018 года ВАДА согласилось восстановить РУСАДА в правах с условием, что эксперты ВАДА получат доступ к базе данных и образцам Московской антидопинговой лаборатории к 1 января 2019 года. Расследователи не имели доступа к базе данных, так как её ранее арестовал Следственный комитет России (СКР). 13 сентября 2018 года в письме WADA министр спорта России Павел Колобков согласился признать выводы доклада Макларена. 18 января 2019 года эксперты были допущены к базе данных московской антидопинговой лаборатории, получив необходимые материалы, которые затем вывезли для установления подлинности и анализа.
Осенью 2019 года представители WADA и глава РУСАДА Юрий Ганус заявили, что в базе данных найдено множество изменений, сделанные перед её передачей представителям WADA (в период, когда лабораторию контролировал Следственный комитет России). По данным ВАДА, в базе были изменены данные о 145 допинг-пробах российских спортсменов (при этом изменения делались «задним числом», для чего переставлялось время всей базы данных).
9 декабря 2019 года исполком WADA принял единогласное решение об отстранении российских спортсменов от международных соревнований на четыре года. В течение этого срока спортсмены не смогут выступать на международных соревнованиях под российским флагом (включая Олимпийские игры).
В ответ 21 декабря 2019 года СКР заявил о дистанционном искажении данных лаборатории, в частности, в 2018—2019 годах. Доступ к данным для сотрудников лаборатории, по версии СКР, не ограничивался, так как лаборатория продолжала постоянно функционировать. Одновременно официальный представитель СКР заявил, что переданные ВАДА материалы — подлинные, и изменения в них не вносились.

## Президенты
| Номер | Дата                             | Имя            | Страна         |
| ----- | -------------------------------- | -------------- | -------------- |
| 1     | 10 ноября 1999 – 31 декабря 2007 | Дик Паунд      | Канада         |
| 2     | 1 января 2008 – 31 декабря 2013  | Джон Фейхи     | Австралия      |
| 3     | 1 января 2014 – 31 декабря 2019  | Крейг Риди     | Великобритания |
| 4     | 1 января 2020 – настоящее время  | Витольд Банька | Польша         |